# Á
Il simbolo Á (minuscolo: á), ovvero A con accento acuto, raramente appare in testi in lingua italiana, come alternativa di À (minuscolo: à), ovvero A con accento grave. In vocali come E ed O l'accento acuto o grave serve a differenziare i suoni chiusi (es. perché) ed aperti (es. caffè, però). Avendo la A in italiano un solo valore fonetico, così come I e U, la convenzione è di accentarla con l'accento grave.
In ambiente Windows, per ottenere la Á sulle tastiere italiane bisogna cliccare contemporaneamente i tasti Alt e, sul tastierino numerico, 0193; per la minuscola á basta cliccare contemporaneamente i tasti Alt e, sul tastierino numerico, 160.

## Uso nelle lingue

### Ceco
Nella lingua ceca la Á ha il valore fonetico [a:] (a lunga).

### Faroese
Nella lingua faroese la Á ha i valori fonetici [ɔ] (o aperta), [ɔa] e [a:] (a lunga).

### Islandese
Nella lingua islandese la Á ha il valore fonetico [au].

### Slovacco
Nella lingua slovacca la Á ha il valore fonetico [a:] (a lunga).

### Spagnolo
Nella lingua spagnola la Á è contenuta in ogni sillaba tonica nelle parole con intonazione diversa da quella piana:
- nelle parole tronche: está, Panamá, capitán, quizás
- nelle parole sdrucciole e bisdrucciole: cáscara, Málaga, fantástico, cántaselo

### Ungherese
Nella lingua ungherese la Á ha il valore fonetico [a:] (a lunga): kapitány, harkály, álom.

### Vietnamita
Nella lingua vietnamita la Á rappresenta il tono alto crescente della a.